# Ждимирское сельское поселение
Ждимирское сельское поселение — муниципальное образование в Знаменском районе Орловской области Российской Федерации.
Административный центр — село Ждимир.

## История
Статус и границы сельского поселения установлены Законом Орловской области от 12 августа 2004 года N 418-ОЗ «О статусе, границах и административных центрах муниципальных образований на территории Знаменского района Орловской области».

## Население
| 2010 | 2012 | 2013 | 2014 | 2015 | 2016 | 2017 |
| ---- | ---- | ---- | ---- | ---- | ---- | ---- |
| 377  | ↘362 | ↘348 | ↘347 | ↘331 | ↘308 | ↘293 |
| 2018 | 2019 | 2020 | 2021 | 2023 |      |      |
| ↗306 | ↗310 | ↘309 | →309 | ↘289 |      |      |

## Состав сельского поселения
| № | Населённый пункт | Тип населённого пункта       | Население |
| - | ---------------- | ---------------------------- | --------- |
| 1 | Бельдино         | деревня                      | 35        |
| 2 | Ждимир           | село, административный центр | ↘327      |
| 3 | Заикино          | деревня                      | 0         |
| 4 | Кофаново         | деревня                      | 0         |
| 5 | Нововеденский    | посёлок                      | 0         |
| 6 | Прилепы          | деревня                      | 15        |
| 7 | Фроловский       | посёлок                      | 0         |
| 8 | Чеховский        | посёлок                      | 0         |